# O Popular de Soure
Die Zeitung O Popular de Soure (dt. etwa: Der Volksfreund aus Soure) ist eine Lokalzeitung aus der portugiesischen Kreisstadt Soure.

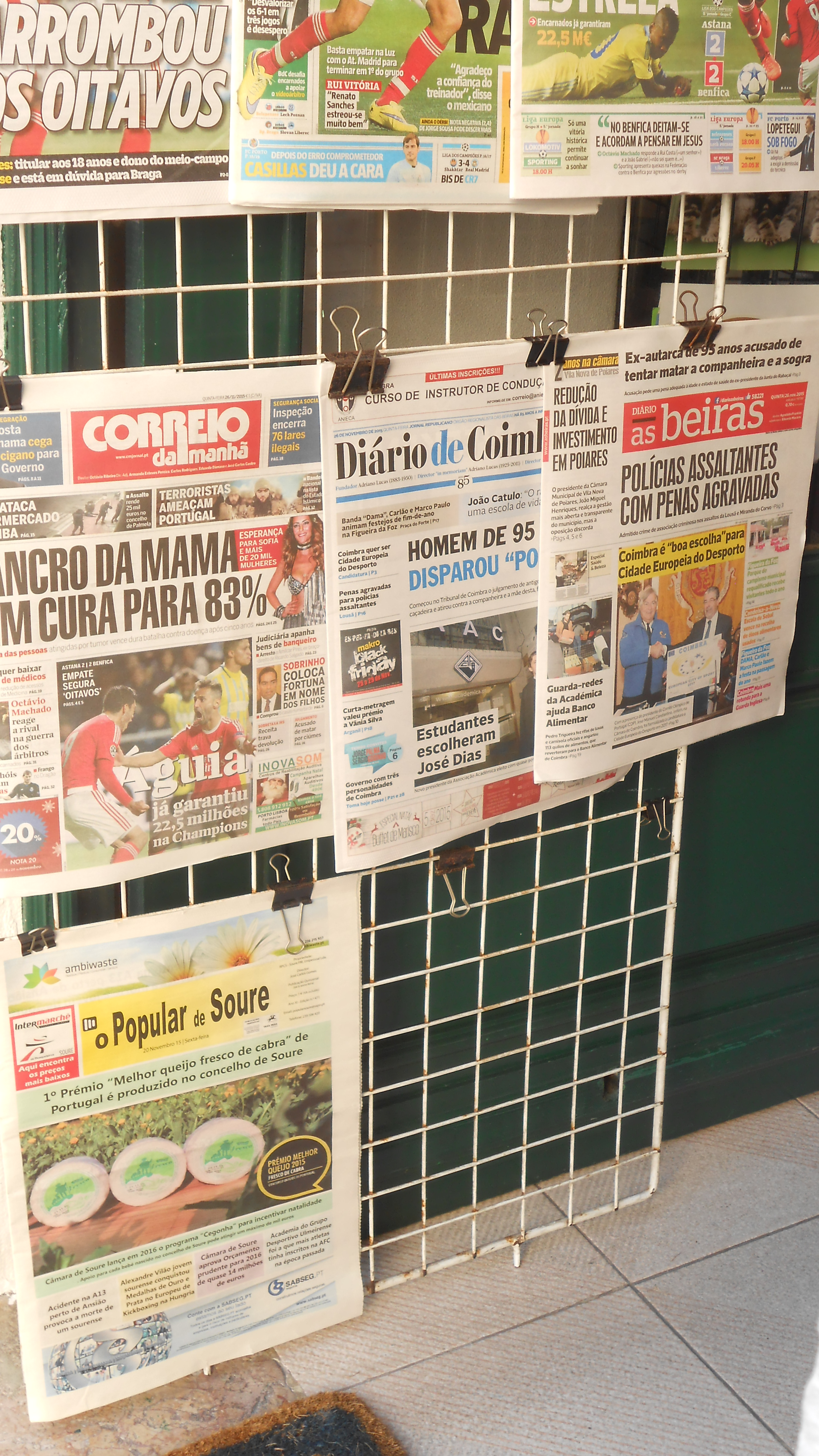
Zeitungsstand in Soure, unten links der Popular (November 2015)

Nachdem die frühere Lokalzeitung ihr Erscheinen eingestellt hatte, beschlossen die Verantwortlichen des Lokalradios Radio Popular de Soure die Gründung einer neuen Lokalzeitung. Im Jahr 1997 kam die erste Ausgabe heraus. Seither erscheint das Blatt zweimal im Monat, immer freitags.

## Inhalt
Die überparteiliche Zeitung berichtet über politische, kulturelle und wirtschaftliche Geschehnisse aus dem Kreis (Concelho) Soure, aber auch über Ereignisse im benachbarten Kreis Pombal. Lokalnachrichten aus den einzelnen Gemeinden (Freguesias),  Berichterstattung über den lokalen Fußballverein GD Sourense und Bekanntmachungen der Kreisverwaltung Soure sind besonders zu nennen. Die Zeitung bringt im Allgemeinen ausschließlich selbstrecherchierte Artikel.

## Kennzahlen
Die Zeitung besteht zu etwa einem Drittel aus kommerzieller und institutioneller Werbung und finanziert sich hauptsächlich über ihren Verkaufspreis (Stand 12/2014: 1,- €), auch Jahresabonnements werden angeboten (Stand 12/2014: 20 € Inland, 30 € Ausland).
Sie erscheint zwei Mal im Monat freitags, in einer Auflage von 2.000 Exemplaren, und wird durch 50 Verkaufsstellen im Kreis Soure vertrieben, insbesondere Kioske und Cafés. Die Zeitung ist im Besitz der RPCS – Soure FM, Unipessoal Lda.